# Длуґе (Влоцлавський повіт)
Длуґе (пол. Długie) — село в Польщі, у гміні Ізбиця-Куявська Влоцлавського повіту Куявсько-Поморського воєводства.
Населення — 155 осіб (2011).
У 1975-1998 роках село належало до Влоцлавського воєводства.

## Демографія
Демографічна структура станом на 31 березня 2011 року:
|          | Загалом | Допрацездатний вік | Працездатний вік | Постпрацездатний вік |
| -------- | ------- | ------------------ | ---------------- | -------------------- |
| Чоловіки | 71      | 16                 | 41               | 14                   |
| Жінки    | 84      | 17                 | 44               | 23                   |
| Разом    | 155     | 33                 | 85               | 37                   |